# Anita Borg
Anita Borg Naffz (* 17. Januar 1949 in Chicago, Illinois; † 6. April 2003 in Sonoma, Kalifornien) war eine US-amerikanische Informatikerin und Frauenrechtlerin. Bekannt wurde sie als Vorreiterin des Cyberfeminismus.

## Biographie
Anita Borg Naffz wuchs in verschiedenen Städten der USA auf, kam erst in ihren späten Zwanzigern zur Informatik und promovierte 1981 am Courant Institute of Mathematical Sciences in New York. Als Forscherin arbeitete sie für diverse große US-Firmen. 1987 fiel ihr bei einer Konferenz auf, wie wenig Frauen sich dort befanden. Das gab ihr den Impuls, Systers zu gründen, eine erste Mailingliste für Frauen in der Informatik; damit legte sie den Grundstein für den später so genannten Cyberfeminismus.
1994 gründete Anita Borg gemeinsam mit Telle Whitney und anderen Interessierten die Grace Hopper Celebration of Women in Computing (benannt nach Grace Hopper, dem ersten weiblichen Admiral der amerikanischen Marine und Erfinderin der Programmiersprache COBOL). Diese Konferenz ist heute die weltweit größte Veranstaltung für Computerspezialistinnen.
1997 verließ sie die Industrie, um das Institute for Women and Technology (IWT) zu gründen. Zwei Jahre später berief Präsident Bill Clinton sie in die von ihm gegründete Commission on the Advancement of Women and Minorities in Science, Engineering, and Technology. Später war sie auch für das National Research Council’s Committee on Women in Science and Engineering tätig. Sie wurde 2002 mit dem Heinz Award for Technology geehrt.
Anita Borg war überzeugt, dass moderne Technologien sich auf alle Lebensbereiche auswirken: Wirtschaft, Politik, Soziales und Alltagsleben. Borg kämpfte dafür, dass dieser Einfluss möglichst positive Folgen auf die Menschen hat. Sie starb im Alter von 54 Jahren an einem Hirntumor.